# Rasa d'Aubals
La Rasa d'Aubals és un torrent afluent per la dreta de la Riera de Navel, al Berguedà.

## Municipis per on passa
La Rasa d'Aubals transcorre íntegrament pel terme municipal de Montmajor.

## Xarxa hidrogràfica
La xarxa hidrogràfica de la Rasa d'Aubals està integrada per 24 cursos fluvials que sumen una longitud total de 14.433 m.

### Distribució per termes municipals
La xarxa transcorre íntegrament pel terme municipal de Montmajor.